# Grania quaerens
Grania quaerens är en ringmaskart som beskrevs av Rota, Wang och Erséus 2007. Grania quaerens ingår i släktet Grania och familjen småringmaskar. Inga underarter finns listade i Catalogue of Life.